# LM317

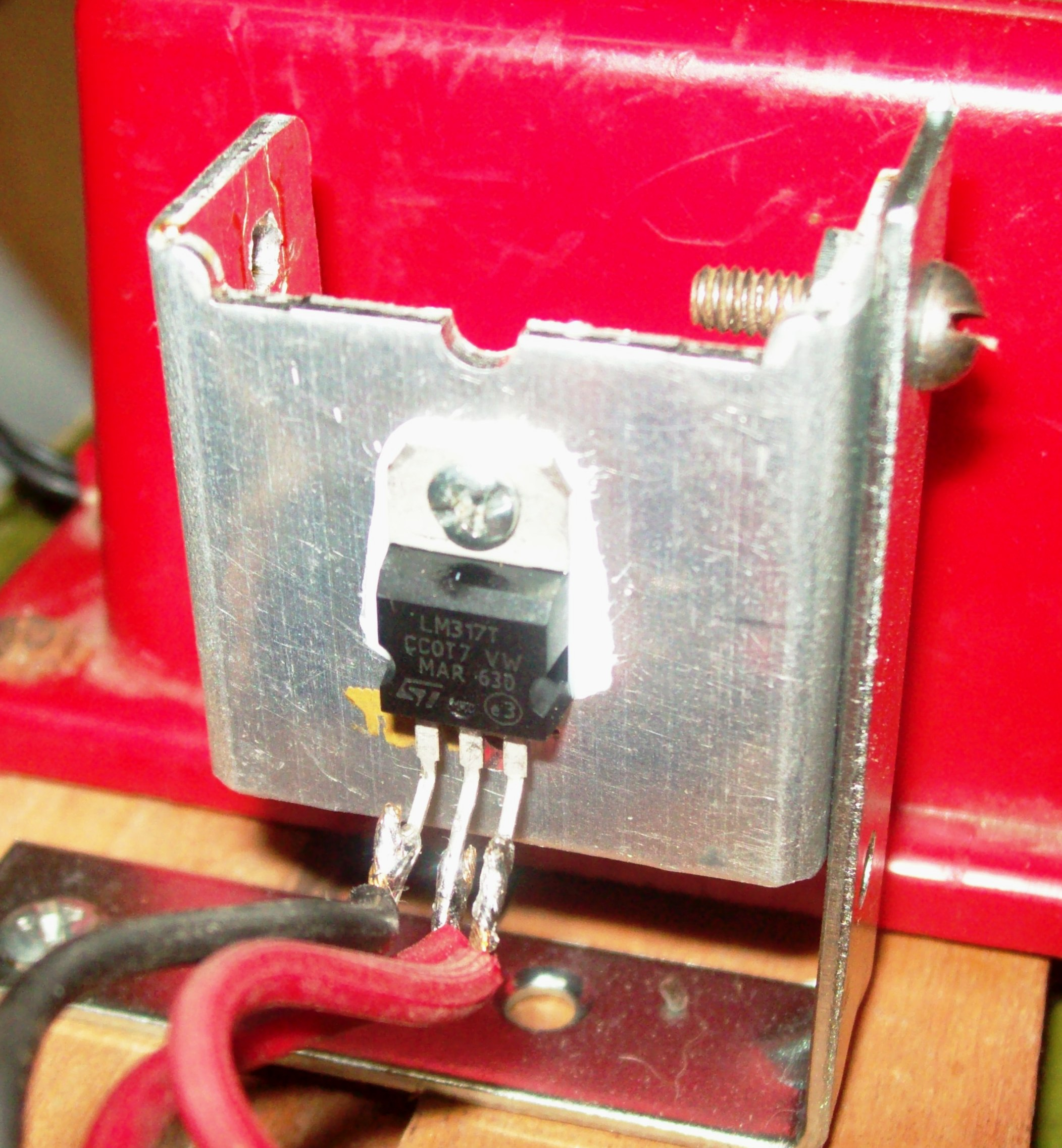
Un LM317 montado en un disipador.

El LM317 es un regulador de tensión lineal ajustable capaz de suministrar a su salida en condiciones normales un rango que va desde 1,2 hasta 37 Voltios y  una intensidad de 1,5 A. Sus terminales son tres: ajuste (ADJ), entrada (IN) y salida (OUT). 
El complemento al LM317 pero en tensión negativa es el circuito integrado LM337.
Es uno de los primeros reguladores ajustables de la historia; el primero que salió fue el LM117, y más tarde el LM337 el cual tenía una salida negativa; después le siguió el LM317 siendo notablemente popular.

## Características
Para su empleo solo requiere dos resistores exteriores para conseguir el valor de salida. De hecho la línea de carga y regulación es mejor que en los reguladores fijos. Además de las mejores características respecto a los reguladores fijos, dispone de protección por limitación de corriente y exceso de temperatura, siendo funcional la protección por sobrecarga, incluso si el terminal de regulación está desconectado.
Normalmente no necesita condensadores mientras esté a menos de 15 centímetros de los filtros de alimentación.
Dado que es un regulador flotante y solo ve la entrada a la salida del voltaje diferencial, se puede utilizar para regular altas tensiones mientras no se supere el diferencial de entrada/salida (40V).

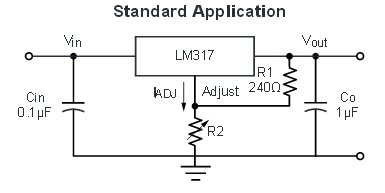
Aplicación típica del LM317

La tensión entre la patilla ajuste y salida es siempre de 1,25 voltios (tensión establecida internamente por el regulador), y en consecuencia la corriente que circula por el resistor R1 es:
IR1= V / R1 = 1,25 / R1.
Esta misma corriente es la que circula por R2, siendo entonces la tensión en R2:
VR2 = IR1 * R2
Sustituyendo IR1 en esta fórmula obtenemos la siguiente ecuación:
VR2 = 1,25 * R2 / R1.
Como la tensión de salida es VOUT = VR1  + VR2 , entonces VOUT = 1,25 + (1,25 * R2 / R1) y simplificando (factor común):
VOUT = 1,25 * (1 + R2 / R1).
De esta última fórmula observamos que si se modifica R2 (resistencia variable), también se modifica la tensión VOUT.
En la fórmula anterior se ha despreciado la corriente (IADJ) que circula entre la patilla de ajuste (ADJ) y la unión de R1 y R2 ya que tiene un valor máximo de tan solo 100 μA permaneciendo constante con la variación de la carga y/o de la tensión de entrada.
Con el propósito de optimizar la regulación, el resistor R1 se debe colocar lo más cercano posible al regulador, mientras que el terminal que se conecta a tierra del resistor R2 debe estar lo más cercano posible a la conexión de tierra de la carga.

## Fuente con LM317
Con el propósito de optimizar y mejorar el funcionamiento del regulador se pueden incorporar al diseño algunos elementos adicionales:
- Se pone un condensador C1 de 2200 o 4700 μF en la patilla de entrada (IN) si el regulador se encuentra alejado del bloque que se encarga de la rectificación. Seguido de este se coloca un condensador cerámico C2 de 100 nF con propósito de mejorar el rechazo del rizado.

- Se pone un condensador C3 de 1 μF de tantalio o 220 μF electrolítico en la patilla de salida (OUT) con el propósito de mejorar la respuesta a transitorios.

- Para tener control de la tensión que va a entregar el regulador, se pone un potenciómetro de 5 kilo ohmios entre masa, y la patilla de ajuste del regulador.

- Se pone un resistor de aproximadamente 220 ohmios en paralelo entre la patilla de ajuste y salida del regulador.

### Acoplamiento de transistor para mayores corrientes
El LM317 puede manejar corrientes de hasta 1,5 A, si el usuario desea una fuente de mayor corriente puede optar por el LM350 que puede manipular hasta 3 A. Sin embargo, existe una opción más económica que consiste en instalar un transistor de potencia, como un TIP3055 o un 2N3055 adosado a un disipador, cuyo colector se conecta a la salida del bloque rectificador, a la salida del regulador se le agregara una resistencia de un valor de 10 ohmios y una potencia de 1 W conectada a la base del transistor, mientras que el emisor será la nueva salida. Ahora la máxima corriente quedará marcada por la que tolere el transistor, dependiente de cual empleamos será la cantidad de corriente que podemos extraer a esta fuente. Cabe destacar que al hacer esto debemos emplear puentes rectificadores de por lo menos 5 A.